# Bilbo Sækker
Bilbo Sækker er navnet på hovedpersonen i romanen Hobbitten af J.R.R. Tolkien, er en biperson i Ringenes Herre. I den engelske udgave hedder han Bilbo Baggins.
Bilbo blev født den 22. september i år 2890 af den tredje alder i Midgård. Han var søn af Bungo Sækker og Belladonna Toker. Hans mor var datter af Den Gamle Toker som var den ældste hobbit nogensinde i Herredet. Men Bilbo nåede på grund af ringen at blive ældre end den gamle toker inden han tog mod vest sammen med Frodo Sækker, Galadriel, Elrond og Gandalf. Han var forfatter af den del af Vestmarks Røde Bog som blev udgivet under navnet Hobbitten og som han selv kaldte Ud og hjem igen.

## Bilbo i "Hobbitten"
Bilbo er hovedpersonen i romanen "Hobitten". Bilbo er indledningsvis en yderst mageligt anlagt hobbit, der er glad for hjemmets trygge rammer, god mad og god vin. Han overtales til at drage med ud på en eventyrlig rejse, og han opdager sider af sig selv han ikke kendte, og evner han ikke vidste at han havde. Ved historiens afslutning er han en ændret person der har kæmpet mod orker, kæmpe edderkopper, drager m.v. og han har fundet store skatte og er blevet en rig mand.
Bilbo halvt lokkes, halv overtales af troldmanden Gandalf til at agere rollen som indbrudstyv sammen med en gruppe på 13 dværge, der ønsker at tilbageerobre tabte skatte og et tabt kongeringe, Erebor under Det ensomme bjerg, fra dragen Smaug. De rejser nu mod vest og overfaldes undervejs af trolde der fanger Bilbo og dværgene for at spise dem, men de reddes af Gandalf der fører dem til Kløvedal, hvor Elrond tyder et hemmeligt budskab om en skjult dør ind til Smaugs hule.
De begiver sig nu ud på en særdeles farlig færd gennem Tågebjergene hvor de overfaldes af huletrolde/orker. Her blev Bilbo skilt fra dværgene og farer vild i de underjordiske tunneller. Bilbo finder her tilfældigt en tabt ring og møder det mystiske væsen Gollum. De indleder en konkurrence om at gætte gåder - hvis Bilbo vinder, vil Gollum vise ham udgangen. Gollum har dog ingen intention om at vise Bilbo ud, men Bilbo snyder også Gollum. Herefter opdager Bilbo at dem fundne ring er magisk og kan gøre ham usynlig, han opdager også at ringen er Gollums og må være tabt af Gollum for nylig - Gollum kalder ringen for "sin dyrebare". Ved hjælp af sin nyvundne usynlighed forfølger Bilbo Gollum til udgangen hvor Gollum leder efter Bilbo.
Bilbo møder nu dværgene og Gandalf igen. De reddes af ørne, og møder sidenhen hamskifteren Beorn der huser dem kortvarigt. Det fortsætter nu mod Det ensomme Bjerg gennem Dunkelskov hvor de kæmper mod kæmpe-edderkopper og tages tilfange af skovelverkongen Thranduil. De undslipper og når til sidst frem til Det ensomme Bjerg. De trænger ind i bjerget og Bilbo stjæler kongestenen, hvorefter han optræder som mægler i konflikten mellem dværge, mennesker og elvere. Mennesket Bard nedlægger dragen. Til sidst kan Bilbo vende hjem med store skatte og den magiske ring.

## Bilbo i "Ringenes Herre"
Bilbo optræder i romanen "Ringenes Herre" som onkel og værge for hovedpersonen Frodo Sækker. Historien starter med at Bilbo holder et fødselsdagsselskab hvor han bl.a. bruger sin magiske ring til at gøre sig usynlig. Man erfarer også at det nok er ringen der har givet Bilbo så langt et liv, og selvom Bilbo har lovet ringen til Frodo har han svært ved at give den fra sig. Han omtaler den som "sin dyrebare", samme vending som blev benyttet af Gollum. Til sidst efterlader han dog ringen til Frodo og herefter drager Bilbo til Kløvedal hvor han igen mødes med Elrond. Via Gandalf erfarer man at denne magiske ring netop er den såkaldte herskerring, men den tilhører nu Frodo og Bilbo spiller herefter kun en birolle. Han mødes med Frodo, da Frodo kommer til Kløvedal og beder Frodo fører dagbog - han giver også Frodo sin værdifulde dværgesmedede brynje og sit sværd. Efter at herskerringen er ødelagt mødes Bilbo igen med Frodo ved flere lejligheder, sidst for at sejle med Frodo til Valinor sammen med Gandalf, Galadriel og Elrond.